# Huntemannia jadensis
Huntemannia jadensis is een eenoogkreeftjessoort uit de familie van de Nannopodidae. De wetenschappelijke naam van de soort is voor het eerst geldig gepubliceerd in 1884 door Poppe.